# Luis Paz (Fußballspieler, 1942)
Luis Carlos Paz Moreno (* 25. Juni 1942 in Cali; † 27. Juni 2015 in Puracé-Coconuco) war ein kolumbianischer Fußballspieler. Der Stürmer nahm mit der kolumbianischen Nationalmannschaft an der Fußball-Weltmeisterschaft 1962 in Chile teil.

## Karriere

### Verein
Luis Paz begann seine Karriere 1961 bei América de Cali und wechselte 1966 zum Lokalrivalen Deportivo Cali, mit dem er kolumbianischer Meister 1967 wurde. Anschließend spielte er ein Jahr für Deportes Quindío. 1969 stand er bei Once Caldas unter Vertrag, es folgten Engagements bei Independiente Santa Fe und Millonarios im Jahr 1970. Seine letzten Stationen waren Real Cartagena im Jahr 1971 und Deportes Tolima im Jahr 1972.

### Nationalmannschaft
Paz gehörte zum Kader der kolumbianischen Nationalmannschaft für die Weltmeisterschaft 1962 in Chile, kam jedoch nicht zum Einsatz. Die Cafeteros schieden in der Gruppenphase mit einem Punkt aus drei Spielen aus. Sein einziges Länderspiel bestritt Paz beim Freundschaftsspiel im Mai 1970 gegen England.

## Erfolge
Deportivo Cali
- Kolumbianischer Meister: 1967